# Jambi (canción)
"Jambi" es una canción de la banda de metal progresivo Tool. Es el tercer sencillo de su cuarto álbum de estudio, 10,000 Days, el último material discográfico que publicaron hasta 2019. Salió a la venta en 2007, y es una de las consideradas las mejores canciones de este álbum.[cita requerida]
El compás de esta canción es de 9/8, excepto en el solo de guitarra, el cual cambia a 6/4. Durante el solo de guitarra, Adam Jones utiliza el efecto de un talk box. En las letras de esta canción, se utiliza el pie métrico de Yambo.[cita requerida]